# Jeanette Loff
Jeanette Loff (Orofino, 9 de outubro de 1906 – Los Angeles, 4 de agosto de 1942) foi uma cantora e atriz norte-americana. 
Conhecida por seus filmes na década de 1920 pela Universal Pictures e Pathé Exchange, Jeanette nasceu em Idaho, mas foi criada em cidades ao longo do Noroeste Pacífico. Começou a carreira como soprano e apresentando-se como organista, ainda adolescente, em Portland, no Oregon, tendo estudo música e composição pelo Conservatório Ellison-White, em Portland.
Depois de se mudar para Los Angeles, Jeanette assinou contrato com o produtor Cecil B. DeMille, com a Pathé Exchange, em 1927. Depois assinaria contrato com a Universal Pictures, tendo participado de mais de vinte filmes ao longo da carreira de sete anos, como protagonista em longas como Hold 'Em Yale (1928) e no controverso Party Girl (1930). Como cantora e principal vocalista, também atuou no musical King of Jazz (1930).
Jeanette se aposentou dos estúdios em 1934, sendo que seu último filme foi Million Dollar Baby (1934), de Joseph Santley. Ela morreu em 1942 devido a um envenenamento por amônia.

## Biografia
Jeanette nasceu como Janette Clarinda Lov na cidade de Orofino, em Idaho, em 1906. Era filha de Marius Lov (1878-1961) e Inga Lov (1885-1971) e a mais velha dos três filhos do casal. Seu pai, primeira geração de imigrantes dinamarqueses nos Estados Unidos, era fazendeiro e barbeiro, tendo tocado violino nas orquestras locais. Sua mãe era filha de imigrantes noruegueses, também a primeira geração nascida no continente americano.
A família se mudaria para Wadena, na província de Saskatchewan, no Canadá onde, em 1912, Marius abriu uma barbearia. Uma das irmãs de Jeanette Myrtle, nasceria nesta cidade em 1914. A família voltaria para Idaho em algum momento da adolescência de Jeanette, que se formou no ensino médio na escola local.
Ainda criança, Jeanette começou a fazer teatro. Aos 11 anos, teve um papel pequeno em uma peça da escola, em Branca de Neve e os Sete Anões. Aos 16 anos já era soprano e teve um papel de destaque na opereta Treasure Hunters. Aos 17 anos, a família se mudou para Portland, onde Jeanette entrou para o Conservatório Ellison-White para estudar música e composição. Com o nome de Jan Lov, ela tocou órgão em teatros de Portland, animando peças de teatro.
Após a família se mudar para Los Angeles, Jeanette começou a buscar uma carreira artística. Em 8 de outubro de 1926, ela se casou com um joalheiro Harry K. Roseboom, mas em 1929 o divórcio do casal foi finalizado, sem que eles tivessem filhos. Harry era ciumento e violento, querendo impedi-la de continuar sua carreira.

## Carreira

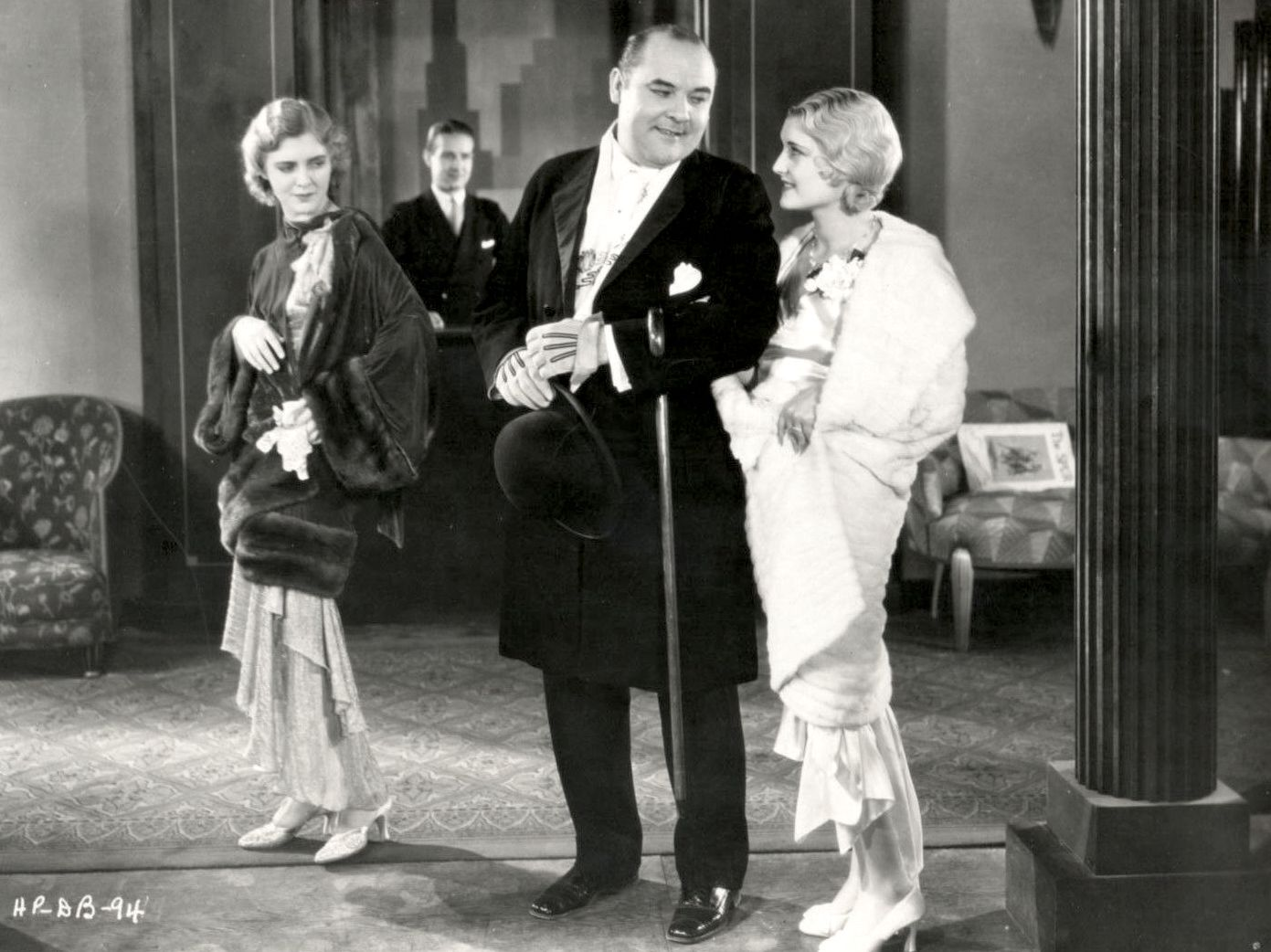
Loff, à direita, em Party Girl (1930)

Sua carreira no cinema começou com um papel pequeno e sem créditos em um filme mudo de 1927, uma adaptação do livro A Cabana do Pai Tomás. Ela então assinou um contrato com Cecil B. DeMille, mudando seu sobrenome de Lov para Loff. Jeanette era frequentemente escalada para papéis de mocinha ingênua em quase todos os filmes. Isso a levou a dar um tempo na carreira do cinema e seguir carreira no teatro. Em 1928, Jeanette foi a primeira pessoa a adnar com o Papai Noel pelo Hollywood Boulevard durante a primeira Parada de Natal de Los Angeles.
Em 1930, DeMille resolveu não renovar seu contrato e ela então assinou com a Universal Pictures. Seu último papel no cinema antes de sua aposentadoria repentina foi em King of Jazz, de Paul Whiteman, em 1930. Ela também contracenou com Douglas Fairbanks Jr. em Party Girl, onde recebeu aclamação e críticas positivas por seu papel como protagonista. O filme, porém, gerou polêmica na época por mostrar uma agência de acompanhantes e acabou sendo banido de algumas cidades nos Estados Unidos.
Jeanette permaneceu como contratada da Universal por alguns meses, mas nenhum filme foi feito. Sua ausência da indústria do cinema foi notada em 1933, em um artigo da revista Motion Picture, onde se especulava sobre sua vida pessoal.}}
Em algum momento de 1934, Jeanette se mudou para a cidade de Nova Iorque, onde atuou em alguns musicais e cantou com orquestras, antes de retornar ao cinemas no papel de uma garota do campo no filme Flirtation. Seus últimos filme fora Hide-Out e Million Dollar Baby, dirigido por Joseph Santley, ambos lançados em 1934.
Depois de se afastar de vez das telas, ela se casou com o empresário Bertram Eli Friedlob (1906–1956), em 1936.

## Morte
Em 1 de agosto de 1942, Jeanette ingeriu amônia, em sua casa em Beverly Hills. A ingestão lhe causou várias queimaduras na garganta e na boca. Ela morreu três dias depois em 4 de agosto de 1942, aos 35 anos, em um hospital de Los Angeles.
O jornal The New York Times noticiou que o legista não foi capaz de determinar se a ingestão de amônia foi acidental ou uma tentativa de suicídio. O que se sabia é que Jeanette vinha sofrendo com dores de estômago e que ela poderia ter tomado a amônia por engano ao confundir os frascos.
Sua família, principalmente suas irmãs, porém, sustentava a versão de que ela teria sido assassinada. Jeanette foi sepultada no Cemitério de Forest Lawn, em Glendale, Califórnia.

## Filmografia
| † | Denota um filme perdido ou supostamente perdido. |

| Ano  | Título                   | Papel                             | Notas                                                  | Ref.   |
| ---- | ------------------------ | --------------------------------- | ------------------------------------------------------ | ------ |
| 1926 | Young April              | Extra                             | Curta; sem créditos                                    | [ 15 ] |
| 1926 | The Collegians           | Estudante                         | Curta; sem créditos                                    | [ 15 ] |
| 1927 | Uncle Tom's Cabin        | Expectadora no leilão             | sem créditos                                           | [ 6 ]  |
| 1927 | My Friend from India     | Marion/Ruth Brooks                |                                                        | [ 16 ] |
| 1928 | The Man Without a Face † |                                   |                                                        | [ 17 ] |
| 1928 | Hold 'Em Yale            | Helen Bradbury                    | Título alternativo: At Yale                            | [ 18 ] |
| 1928 | The Black Ace            | Mary                              |                                                        | [ 19 ] |
| 1928 | Man-Made Women           | Marjorie                          |                                                        | [ 20 ] |
| 1928 | Annapolis                | Betty                             | Título alternativo: Branded a Coward                   | [ 21 ] |
| 1928 | Love Over Night          | Jeanette Stewart                  |                                                        | [ 22 ] |
| 1929 | .45 Calibre War          | Ruth Walling                      |                                                        | [ 23 ] |
| 1929 | The Sophomore            | Barbara Lange                     | Título alternativo: Compromised                        | [ 24 ] |
| 1929 | The Racketeer            | Millie Chapman                    | Título alternativo: Love's Conquest                    | [ 25 ] |
| 1930 | Party Girl               | Ellen Powell                      | Título alternativo: Dangerous Business                 | [ 9 ]  |
| 1930 | The Boudoir Diplomat     | Greta                             |                                                        | [ 26 ] |
| 1930 | Fighting Thru            | Alice Malden                      | Alternative titles: Fightin' Ranch, California in 1878 | [ 27 ] |
| 1930 | King of Jazz             | Vocalist                          | Performer of number "The Bridal Veil"                  | [ 28 ] |
| 1934 | St. Louis Woman          | Lou Morrison, the St. Louis Woman |                                                        | [ 29 ] |
| 1934 | A Duke for a Day         | Gloria Blossom                    |                                                        | [ 30 ] |
| 1934 | Benny, from Panama       | Jeanette Foy                      |                                                        | [ 30 ] |
| 1934 | Hide-Out                 | Blonde No. 2                      | Sem créditos                                           | [ 31 ] |
| 1934 | Flirtation               | Nancy Poole                       | Com Ben Alexander e Arthur Tracy                       | [ 12 ] |
| 1934 | Million Dollar Baby      | Rita Ray                          |                                                        | [ 32 ] |